# Marija Bettera-Dimitrović
Marija Bettera-Dimitrović (Dubrovnik, 19. srpnja 1671. – Dubrovnik, 28. ožujka 1765.) bila je hrvatska pjesnikinja.

## Životopis
Rođena je u obitelji pjesnika Bare Bettere. Odgajala se u ženskom samostanu. Udala se 1689. za Kristu Dimitrovića koji je radio kao pisar Republike. U braku su imali dvanaestero djece. Od njezinog pjesničkog opusa sačuvano je ono što potječe tek iz vremena nakon šezdesete godine života.

## Djela
- „Sedam Pjesanza o poglavitieh sedam blasieh dnevjeh priciste Bogorodize” – prepjev popijevki isusovca Girolama Torniellija „Sette canzonette in aria marinaresca sopra le sette principali feste di Nostra Signora” (1738).[1]
- „Muka Isukrstova” – prepjev djela „La Passione di Gesù Cristo, Signor nostro” pjesnika P. Metastasija.[1]

Rukopisi njezinih pjesama čuvaju se u Zagrebu i Dubrovniku.

### Članci
- Foretić, Miljenko. 1983. Bettera-Dimitrović, Marija. Hrvatski biografski leksikon. Zagreb.  journal zahtijeva |journal= (pomoć)